# Сан-Сальвадор (департамент)
Сан-Сальвадор (ісп. San Salvador) — один з 14 департаментів Сальвадору.
Знаходиться в центральній частині країни. Межує з департаментами Чалатенанго, Кускатлан, Ла-Лібертад, Ла-Пас. Адміністративний центр — місто Сан-Сальвадор, він же столиця держави.
Утворений 12 червня 1824 року. Площа — 886 км². Населення посилання — 1 567 156 чол. (2007).

## Муніципалітети
1. Агіларес
2. Апопа
3. Аютухтепеке
4. Гуасапа
5. Дельгадо
6. Ілопанго
7. Кускатанкинго
8. Мехіканос
9. Нехапа
10. Панчималко
11. Росаріо-де-Мора
12. Сан-Маркос
13. Сан-Мартін
14. Сан-Сальвадор
15. Сантьяго-Тексекуенгос
16. Санто-Томас
17. Соїяпанго
18. Тонакатепеке
19. Ель-Паїсналь

## Галерея

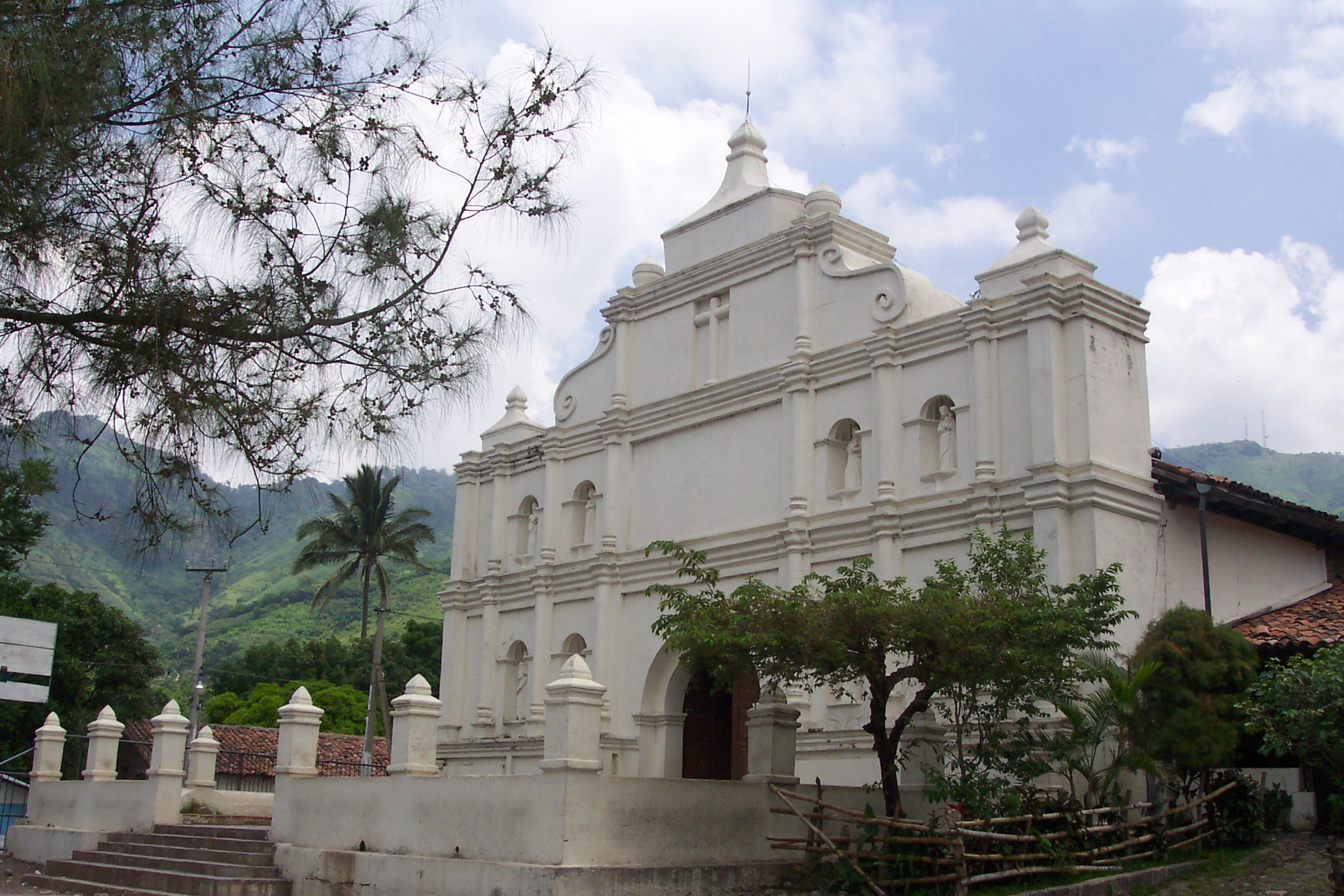
Церква Панчималко
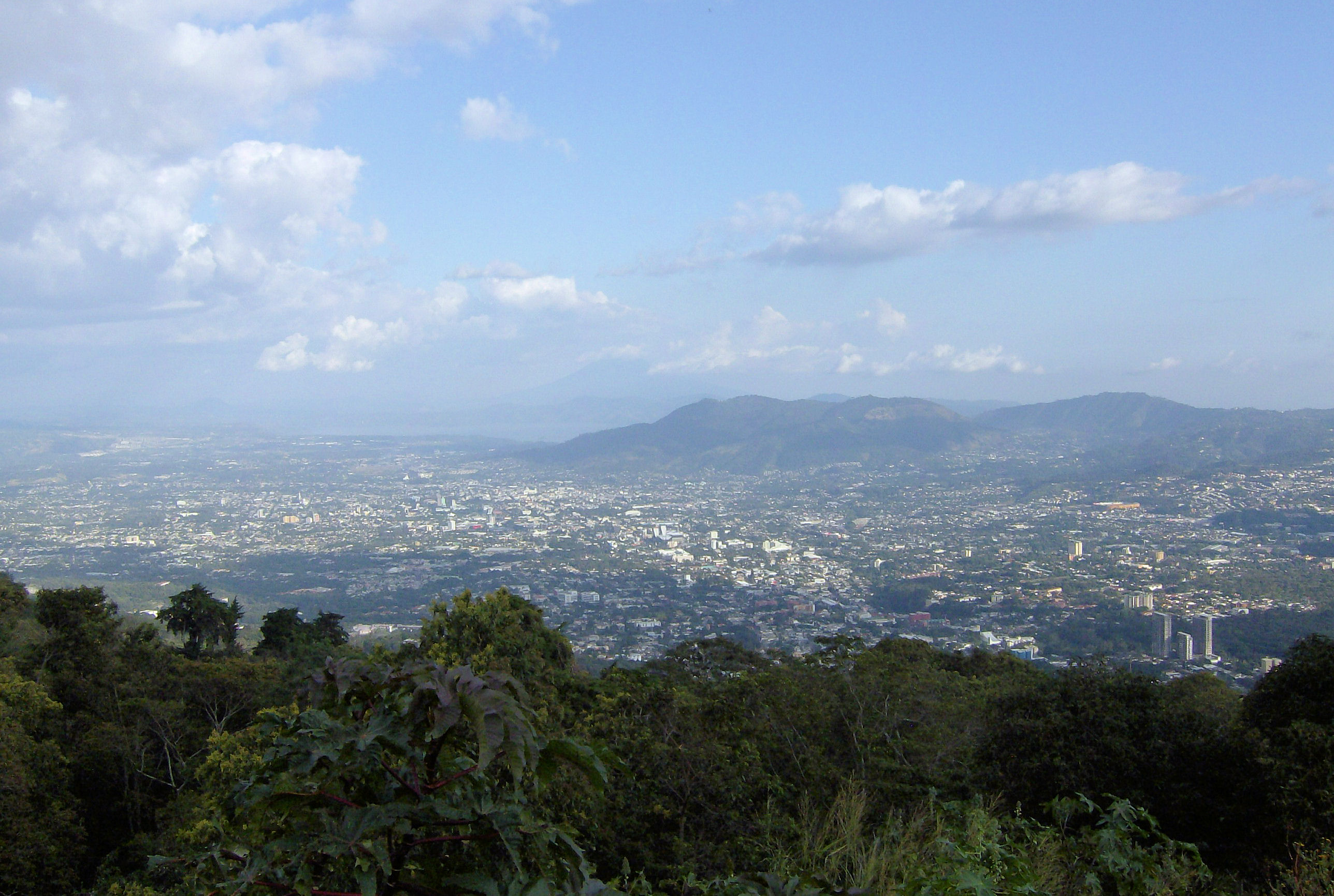
Вид з вулкану Сан-Сальвадор
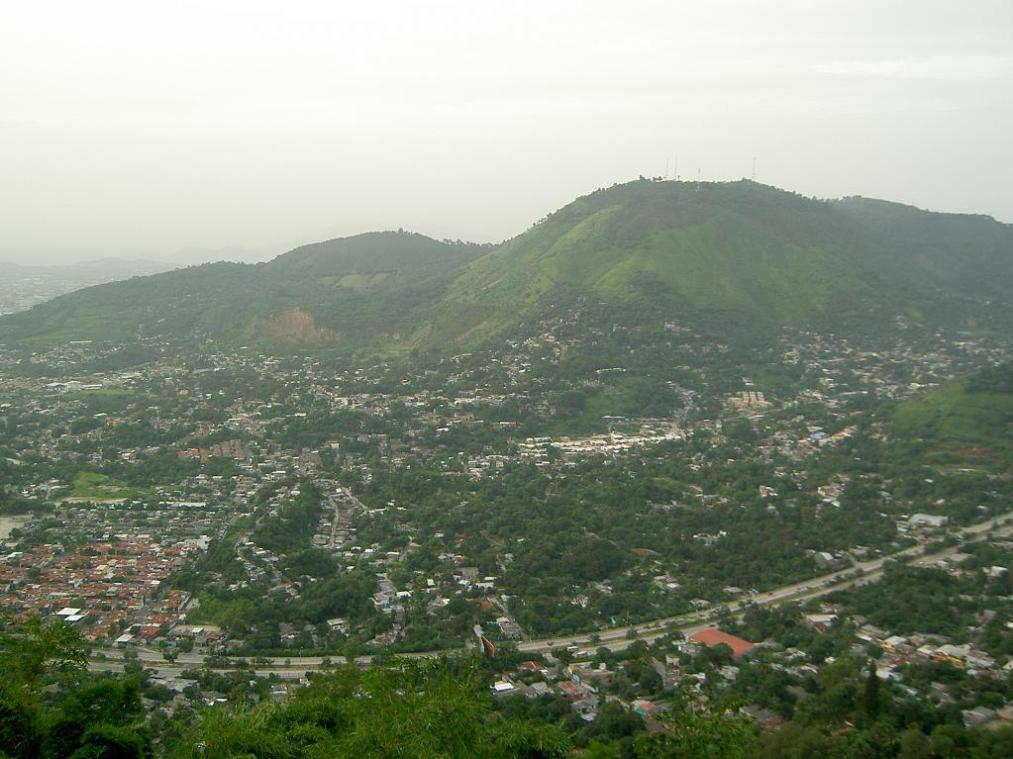
Сан-Маркос